# Sanogasta x-signata
Sanogasta x-signata là một loài nhện trong họ Anyphaenidae.
Loài này thuộc chi Sanogasta. Sanogasta x-signata được Eugen von Keyserling miêu tả năm 1891.